# 青木勝之助
青木 勝之助（あおき かつのすけ、1832年8月30日（天保3年8月5日） - 1905年（明治38年）4月10日）は明治時代の浪花節語り。生まれははっきりしないが、一説には武蔵国（現・神奈川県）生まれ。ヒラキから寄席に最初に進出した功労者。後に美弘舎東一（びこうしゃ　とういち）と改名。玉川勝太郎から、今の玉川奈々福、玉川太福等に連なる玉川一派の開祖でもある。

## 概要
本名は青柳勝三。色が黒いのであだ名が「くろ勝」。幕末から明治頭にかけて、横浜・本牧の盛り場に仮設したヒラキで評判を取るほど大入りを続けていた祭文語りの勝之助。その頃の得意演目は「野狐三次」「鬼神於松」「俊徳丸」などで、品格の良さから常に上流の客が集まった。人力車に一杯積み上がるほどの莫大な上がりを馬の背に乗せて運び、明治二年に上京後も、ヒラキに出ながら、寄席進出の運動費用として使う。天候にも左右され、本質的に不安定なヒラキより、寄席のほうが収入も安定し、「ちょんがれ」と馬鹿にされることも減るからだった。落語家の四代目金原亭馬生の尽力で「金松亭勝之助（きんしょうてい かつのすけ）」名義の落語の鑑札をとって高座に上がる。1873年（明治6年）4月下席の四谷忍原横町の席「山本亭」に『浪花節』の看板を掲げてついに出演を果たし大入りを取った。
のちに「東京浪花節組合」に加入し、関東浪曲界の古株として重きを成し、関西から浮かれ節語りが上京すると必ず勝之助の許へあいさつに行ったという。晩年は浪花亭駒吉の前読みを務め、「暁星五郎」「佐賀の夜桜」などを読んでいた。1905年（明治38年）、赤貧のうちに深川の侘び住まいで74歳の生涯を閉じた。直の弟子に青木昇。その弟子が初代の玉川勝太郎である。得意演目は「佐賀の夜桜」「俊徳丸」で上品な芸だったという。